# Cadogan (Automarke)
Cadogan war eine britische Automarke.

## Unternehmensgeschichte
Das Unternehmen Charles Binks Ltd aus Apsley bei Nottingham stellte zwischen 1902 und 1907 Automobile her, die als Cadogan vermarktet wurden. Bereits ab 1905 verwendete das Unternehmen den bekannteren Markennamen Leader.

## Fahrzeuge
Das erste Modell war der 12 HP. Er hatte einen wassergekühlten Zweizylindermotor. Später folgte der 14/16 HP.